# Tower of Power
Tower of Power é uma banda de soul formada em Oakland, Califórnia.

## História
Em meados dos anos 1960, Emilio Castillo, saxofonista tenor de apenas 17 anos saiu de Detroit, em Michigan, para Fremont na Califórnia. Ele formou uma banda chamada "The Gotham City Crime Fighters" que se transformou posteriormente no "Motowns", especializando-se em soul music. Em 1968, Castillo juntou-se ao saxofonista barítono Stephen "Doc" Kupka (vulgo "O Doutor Funk") e o trompetista/trombonista Mic Gillette, mudou-se para Oakland e começou a escrever material próprio. Eles mudaram o nome da banda para "Tower Of Power" e começaram a tocar freqüentemente em "Bay Area".
Em 1970, o Tower Of Power (já com o trompetista Greg Adams) assinou um contrato de gravação com a "Bill Graham's San Francisco Records" e rapidamente lançou seu primeiro álbum, "East Bay Grease". Assinaram contrato com a "Warner Bros. Records" e em 1972 lançam o álbum "Bump City" e outro álbum homônimo em 1973, que possui uma das músicas de maior sucesso da banda: "So very hard to go". Em um de seus lançamentos de meados dos anos 1970, chamado "Urban Reneval", de 1974, a banda foi para o funk, mas sempre continuou a fazer baladas muito bem. Depois que o vocalista Lenny Willians deixou a banda, os dias de sucesso comercial da banda acabaram. No fim dos anos 1970, começaram a produzir sons "disco" para a grande decepção de muitos fãs. Depois disso, os álbuns "Bump City", "Tower Of Power". "Back To Oakland" e "Urban Renewal" estavam parecendo como sendo as grandes realizações do grupo. Estes discos estão também entre os clássicos do R&B dos anos 1970, inclusive o álbum ao vivo da banda gravado em 1976, "Live And Inf Living Colour", é também muito respeitado.
O Tower Of Power tem permanecido através dos anos, e ainda está viajando e tocando. Mudanças de membros fazem parte da história e da evolução da banda; cerca de 60 músicos tocaram, viajaram e/ou tocaram com a banda através dos anos, incluindo o diretor musical do "Saturday Night Live", Lenny Picket; o baterista David Garibaldi; o trompetista Rick Waychesko; o baixista Rocco Prestia; o saxofonista Richard Elliot; e o baixista e fundador do BALCO, Victor Conte (primo do guitarrista Bruce Conte, que tocou com a banda anteriormente e que foi recentemente re-incorporado). Depois de deixar a banda, um dos vocalistas originais, Rick Stevens, foi condenado a prisão em Three Counts por homocídio em primeiro grau. O vocalista original, Rufus Miller, fez a maioria dos vocais principais em "East Bay Grease".
O Tower Of Power lançou 18 álbuns (compilações e lançamentos regionais não estão inclusos na lista), sendo o último de 2003, voltando a forma, o "Oakland Zone". Sem contar que as gravações da banda tornaram-se influências para outros artistas como Little Feat, The Monkees, Carlos Santana, Elton John, Linda Lewis, entre outros. A canção "So Very Hard To Go" foi incluída na trilha sonora do filme "Cidade de Deus".
O Tower Of Power também fez aparições especiais como convidado em discos de grandes artistas. Em 1993, a banda participou do álbum "Aries" de Luis Miguel, em um cover de "Attitude Dance" intitulada "Que Nivel De Mujer". Mais recentemente, o Tower Of Power, participou do álbum "Awake" de Josh Grobam, na faixa instrumental "Machine".

## Discografia
Álbuns de estúdio
- 1970: East Bay Grease
- 1972: Bump City
- 1973: Tower of Power
- 1974: Back to Oakland
- 1974: Urban Renewal
- 1975: In The Slot
- 1976: Ain't Nothin' Stoppin' Us Now
- 1978: We Came to Play!
- 1979: Back on the Streets
- 1987: TOP (Lançado apenas na Europa)
- 1988: Power
- 1991: Monster on a Leash
- 1993: T.O.P.
- 1995: Souled Out
- 1997: Direct Plus
- 1997: Rhythm & Business
- 2003: The Oakland Zone
- 2009: The Great American Soulbook

Álbuns ao vivo
- 1976: Live and in Living Color
- 1988: Direct
- 1997: Soul Vaccination: Live
- 2008: East Bay Archive Volume 1

Compilações
- 1974: Funkland
- 1999: Dinosaur Tracks
- 2001: The Very Best of Tower of Power: The Warner Years
- 2002: Soul With a Capital "S": The Best of Tower of Power
- 2003: Havin' Fun
- 2003: What is Hip & Other Hits
- 2006: What is Hip